# Olympiakos FC
|  | Aquest article tracta sobre la secció de futbol de l'Olympiakos. Vegeu-ne altres significats a «Olimbiakós Síndesmos Filàthlon Pireós». |

L'Olympiakos F.C. (oficialment, en grec modern: ΟΣΦΠ - Ολυμπιακός Σύνδεσμος Φιλάθλων Πειραιώς - Olimbiakós Síndesmos Filàthlon Pireós, en català: Club de Fans Olímpics del Pireu), és la secció de futbol de l'Olimbiakós Síndesmos Filàthlon Pireós, a la ciutat del Pireu, Grècia.

## Història
La secció de futbol de l'Olympiakos és un dels tres grans clubs de futbol de Grècia. És el club que ha guanyat més lligues gregues i compta amb un palmarès de més de 70 títols futbolístics.
El club va ser fundat el 10 de març de 1925, amb la fusió de dos equips, el Pireu Futbol Club (Piraikos Podosfairikos Omilos) i el Pireu Seguidors Club (Omilos Filathlon Piraeus), que en una assemblea històrica decidiren dissoldre's per establir un nou club.
El club guanyà per primer cop el campionat grec el 1930-31. Fou l'inici d'una brillant era, de les moltes que ha viscut el club, amb sis lligues en deu anys. La dècada dels 50 fou encara més fructífera, amb un total de 7 campionats grecs. A final de dècada havia guanyat un total de 15 lligues en 23 temporades. El llegendari equip dels 50 va incloure jugadors com Andreas Mouratis, Elias Rossidis, Thanassis Bebis, Elias Yfantis, Kostas Polychroniou, Giorgos Darivas i Savas Theodoridis, que obtingueren 6 campionats consecutius entre 1954 i 1959, i tres copes els anys 1957, 1958 i 1959.
Els anys 60 i 70 van ser més moderats quant a títols. El 1972 signà Lakis Petropoulos com a entrenador i jugadors com Giorgos Delikaris, Yves Triantafyllos, Julio Losada, Milton Viera i Dimitris Persidis. El club guanyà tres campionats consecutius (de 1973 a 1975) i dues copes. Però a partir de 1975 començà una època de sequiera que no es trencà fins als 80, on guanyà cinc lligues, quatre d'elles consecutives (1980, 1983). A l'equip destacaren el davanter Nikos Anastópulos, el centrecampista Tasos Mitropoulos i el porter Nikos Sarganis. En tres d'ells l'entrenador va ser Kazimierz Górski i durant un any Alketas Panagoulias.
Des de mitjans dels 80 fins a mitjan des 90 el club visqué una de les èpoques més fosques de títols, però a partir de 1997 es convertí en l'absolut dominador del futbol grec. El president Socratis Kokkalis agafà el control del club i signà l'entrenador Dušan Bajević el 1996, que dirigint jugadors com Predrag Đorđević, Grigorios Georgatos, Stélios Giannakópulos, Georgios Anatolakis, Dimitris Mavrogenidis, Alexis Alexandris, Giorgos Amanatidis o Andreas Niniadis assolí gran èxit. Posteriorment arribaren figures com Zlatko Zahovič, Giovanni, Rivaldo o Christian Karembeu. L'equip guanyà set lligues consecutives, superant el seu propi rècord de sis. El mateix assoliment dels set campionats consecutius es va repetir els anys 2011-17.

## Palmarès
- 1 Lliga Conferència de la UEFA:
  - 2024
- 48 Lliga grega de futbol:
  - 1931, 1933, 1934, 1936, 1937, 1938, 1947, 1948, 1951, 1954, 1955, 1956, 1957, 1958, 1959, 1966, 1967, 1973, 1974, 1975, 1980, 1981, 1982, 1983, 1987, 1997, 1998, 1999, 2000, 2001, 2002, 2003, 2005, 2006, 2007, 2008, 2009, 2011, 2012, 2013, 2014, 2015, 2016, 2017, 2020, 2021, 2022, 2025
- 29 Copa grega de futbol:
  - 1947, 1951, 1952, 1953, 1954, 1957, 1958, 1959, 1960, 1961, 1963, 1965, 1968, 1971, 1973, 1975, 1981, 1990, 1992, 1999, 2005, 2006, 2008, 2009, 2012, 2013, 2015, 2020, 2025
- 4 Supercopa grega de futbol:[1]
  - 1980, 1987, 1992, 2007
- 24 Campionat del Pireu:
  - 1925, 1926, 1927, 1929, 1930, 1931, 1934, 1937, 1938, 1940, 1946, 1947, 1948, 1949, 1950, 1951, 1952, 1953, 1954, 1955, 1956, 1957, 1958, 1959
- 1 Copa Balcànica de clubs:
  - 1963

## Futbolistes destacats
| - Alexis Alexandris - Nikos Anastópulos - Dinos Andrianópulos - Giorgos Andrianópulos - Vasilis Andrianópulos - Yiannis Andrianópulos - Nikos Vamvakoulas - Thanasis Bebis - Vasilis Botinos - Georgios Delikaris - Mike Galakos - Stélios Giannakópulos - Georgios Anatolakis - Grigoris Georgatos - Nikos Gioutsos - Achilleas Grammatikopoulos - Dimitrios Eleftheropoulos - Theofanis Katergiannakis - Nikos Dabizas - Nikos Kambolis - Vasilis Karapialis - Kyriakos Karataidis - Babis Kotridis - Ioannis Kyrastas - Antonis Antoniadis - Tasos Mitropoulos | - Andreas Mouratis - Takis Lemonis - Andonis Nikopolidis - Kyriakos Papadopoulos - Ilias Rossidis - Nikos Sarganis - Georgios Sideris - Vasilis Torosidis - Giotis Tsalouchidis - Nikos Tsiantakis - Giannis Vazos - Stélios Venetidis - Ilias Yfantis - Christos Kaltsas - Ioannis Okkas - Siniša Gogić - Yves Triantafyllos - Romain Argyroudis - Christian Karembeu - Fernando Belluschi - Juan Gilberto Funes - Luciano Galletti - Ariel Ibagaza - Cristian Raúl Ledesma - Gabriel Schurrer | - Julio Losada - Jorge Walter Barrios - Vicente Estavillio - Milton Viera - Rivaldo - Giovanni Silva de Oliveira - Zé Elias - Luciano de Souza - Edu Dracena - Nery Castillo - Jorge Bermúdez - Fabian Estay - Foto Strakosha - Pär Zetterberg - Bent Christensen - Derek Spence - Andrzej Juskowiak - Lajos Détári - Oleh Protasov - Gennadiy Litovchenko - Yuri Savichev - Emil Kremenliev - Miloš Šestić - Martin Novoselac - Ilija Ivić - Zlatko Zahovič - Rashidi Yekini - Yaya Touré |